# Prefectura de Kioto

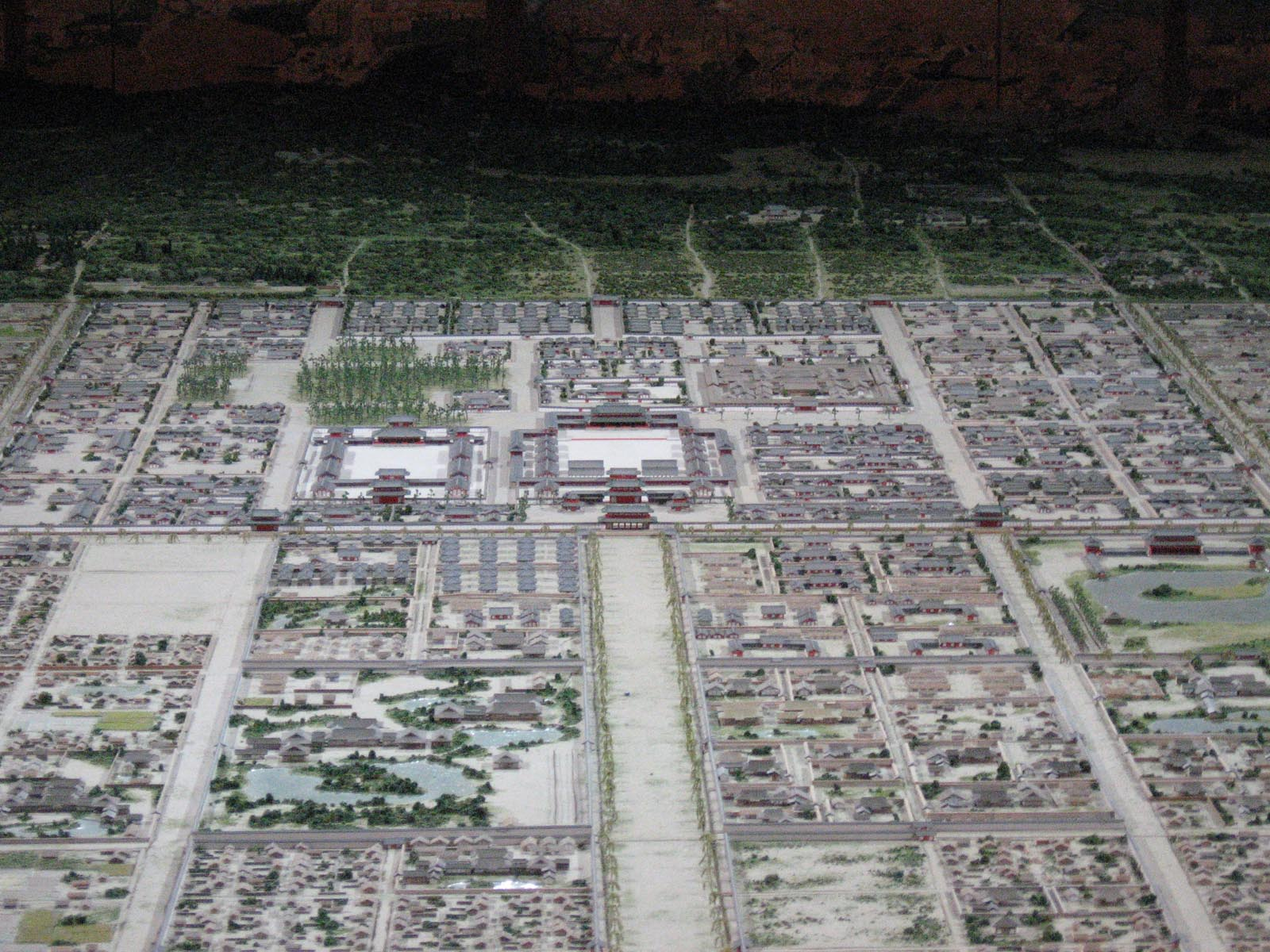
Modelo de la antigua ciudad de Heian-kyō con el Palacio Imperial (Daidari) al centro.

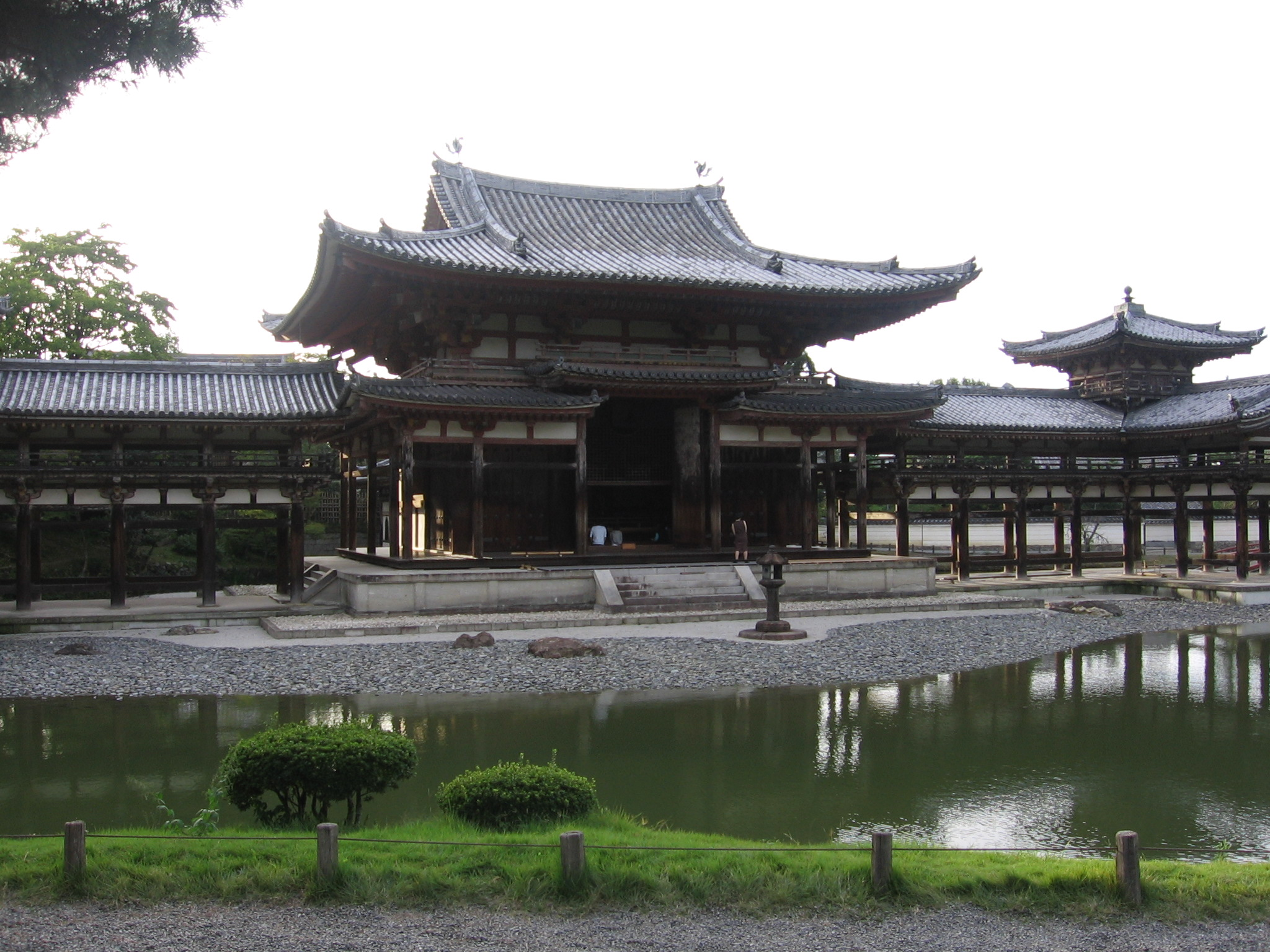
Salón del Fénix del templo Byōdō-in.

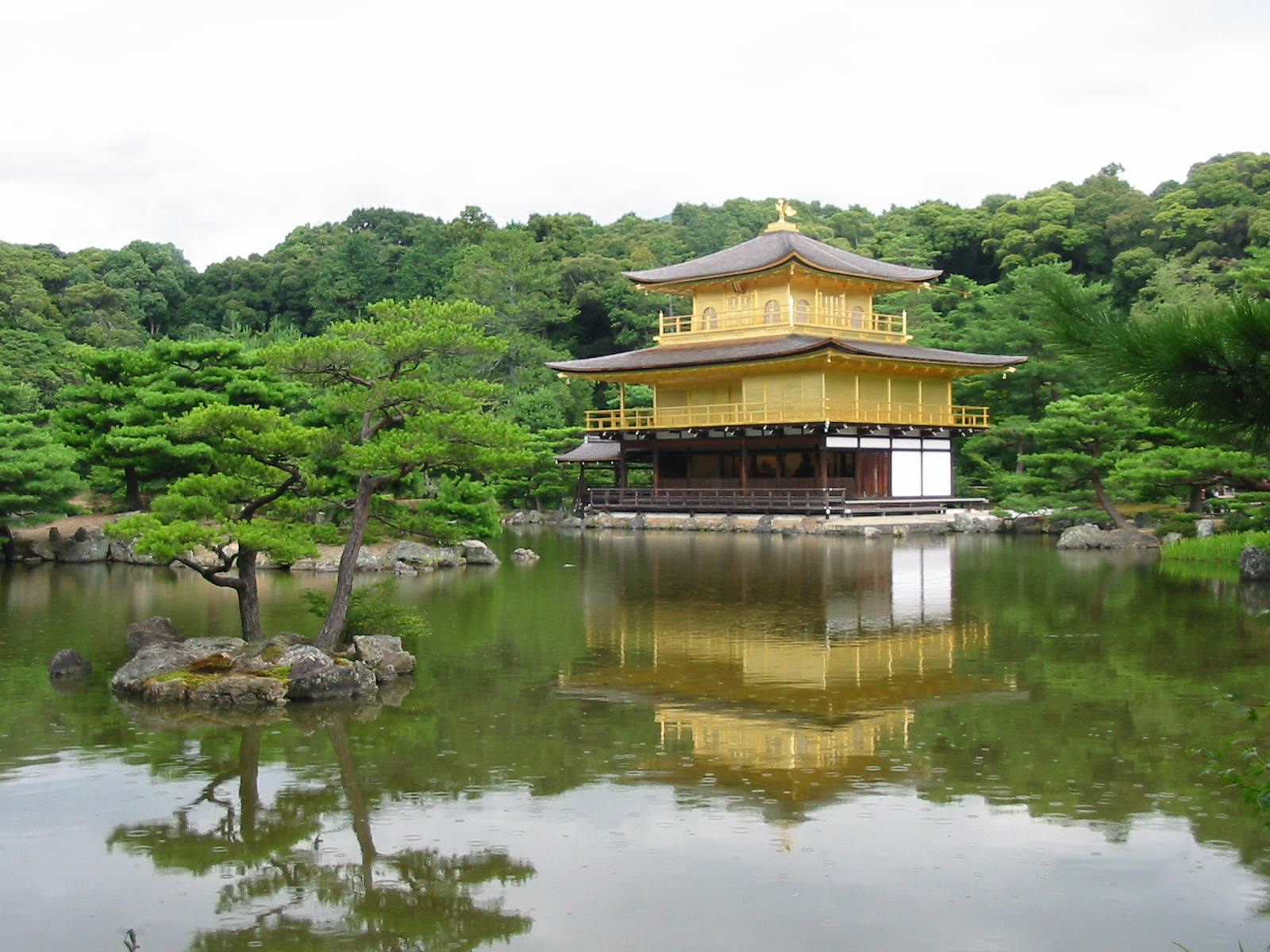
Templo Kinkaku-ji.

La Prefectura de Kioto (京都府 Kyōto-fu?) está ubicada en la región de Kansai (también conocida como área de Kinki), al centro-oeste de la isla Honshū, Japón. La capital de la prefectura es la ciudad de Kioto. Kioto está denomina, dentro del sistema de división administrativa japonés 47 Todōfuken (47都道府県), como prefectura urbana.

## Historia
La ciudad de Kioto fue la capital de Japón por once siglos. La historia de Kioto se remonta hasta el siglo VI. En 544, se comenzó a celebrar el Aoi Matsuri, para rezar por la buena cosecha y el buen tiempo.
Kioto no fue inicialmente la capital del país. Cuando se fundó la ciudad de Kioto, Nara era la capital del país. En 741, el Emperador Shōmu trasladó la capital brevemente a un lugar llamado Kuni-kyō, entre las ciudades de Nara y Kioto, actualmente en la prefectura de Kioto. Hacia 784, la capital fue trasladada a Nagaoka-kyō, también ubicado actualmente en la prefectura de Kioto. En 794, el Emperador Kammu movió la capital a Heian-kyō, y ese fue el inicio de la actual ciudad de Kioto. Incluso hoy en día, casi todas las calles, casas, tiendas, templos y santuarios en la ciudad de Kioto que existen fueron colocados en ese mismo año.
En 866 ocurre el Incidente de Ōtenmon, en donde se destruyó la Puerta Principal del Palacio Imperial y tuvo consecuencias políticas en la Corte Imperial. Hacia 1156 surgió en Kioto la Rebelión Hōgen y en 1159 la Rebelión Heiji, guerras civiles por el control de la sucesión imperial en contubernio con los principales clanes cortesanos, el clan Taira y el clan Minamoto. En 1180, por órdenes de Taira no Kiyomori decide trasladar la capital del país a Fukuhara-kyō, pero debido a inconvenientes con la guerra civil, se devolvió la capital a Kioto unas semanas después.
Aunque en 1192 el poder político se desplazó a Kamakura, donde un clan samurái estableció el shogunato, Kioto permaneció como la capital imperial ya que los emperadores con un poder reducido y la Corte Imperial permanecieron en la ciudad. El poder imperial fue brevemente restaurado en 1333, pero otro clan samurái estableció un nuevo shogunato en Kioto tres años después.
En 1467, una gran guerra civil, la Guerra Ōnin, tuvo lugar dentro de Kioto y la mayoría de la ciudad fue incendiada. Desde ese momento Japón entra en la era de las guerras de los señores feudales. No sería hasta en 1568 cuando Oda Nobunaga entraría a Kioto y finalizaría la guerra civil y desmantelaría el shogunato Ashikaga en 1573, sin embargo, cometería el seppuku en 1582 durante el Incidente de Honnōji. Desde ese momento surgiría Toyotomi Hideyoshi quien terminó el proceso de unificación del país desde Kioto hasta su muerte en 1598. Un nuevo hombre fuerte, Tokugawa Ieyasu, estableció el shogunato en Edo (actualmente Tokio) en 1603.
Desde 1600 se estableció el Kyōtō Shoshidai, quien sería el representante del shogunato en la región de Kioto y sus alrededores, adicionalmente desde 1862 se creó otro cargo similar, el Kyōtō Shugoshoku. En 1863 se conforma en Kioto la fuerza Shinsengumi, quienes protegerían al shogun. En 1864 estallaría la Rebelión Hamaguri, en donde fuerzas pro-imperiales y shogunales se enfrentarían en la puerta de Hamaguri en el Palacio Imperial.
La Restauración Meiji volvió al Japón Imperial en 1867. El Emperador Meiji, que fue el soberano absoluto, fue a vivir a Tokio al año siguiente. Entonces, la Corte Imperial no ha vuelto a Kioto. También en 1868 ocurre la Batalla de Toba-Fushimi dentro de la Guerra Boshin, entre fuerzas pro-imperiales y shogunales, con la victoria de los primeros.
La subsecuente reorganización del antiguo sistema provincial en 1871 fusionó la antigua provincia de Tango, la provincia de Yamashiro y la parte oriental de la provincia de Tanba en lo que es hoy en día la prefectura de Kioto. Desde 1890 hasta 1895 se construyó el Canal del lago Biwa que conectaría el lago Biwa con la ciudad de Kioto. El Museo Nacional de Kioto y la Universidad de Kioto fueron inaugurados en 1897.
Aunque muchas grandes ciudades fueron fuertemente bombardeada por los Estados Unidos durante la Segunda Guerra Mundial, la antigua capital fue protegida del bombardeo. Esto se debió en parte por el estudio de la cultura japonesa realizado por el antropólogo Ruth Benedict (autor de The Chrysanthemum and the Sword).[cita requerida] Durante la ocupación, el 6.º Ejército de los Estados Unidos tuvo su Cuartel General en Kioto.
En 1947 es nombrado Atsushi Kimura como primer gobernador electo de la prefectura, previamente desde 1868 los gobernadores eran nombrados por el gobierno. En 1950 fue elegido a Torazō Ninagawa como gobernador y sería reelegido seis veces hasta 1978; luego sería sucedido por Yukio Hayashida hasta 1986, y este por Teiichi Aramaki que gobernó hasta 2002, siendo reemplazado por Keiji Yamada, actual gobernador de la prefectura.
En 2004 se crearía la ciudad de Kyōtango, mediante la fusión de seis pueblos al norte de la prefectura; en 2005 se crearía la ciudad de Kyōtanba con la fusión de tres pueblos del centro; en 2006 se creó la ciudad de Nantan mediante la fusión de cuatro pueblos del centro de la prefectura; y en 2007 la ciudad de Kizugawa luego de la fusión de cuatro pueblos del sur

## Geografía

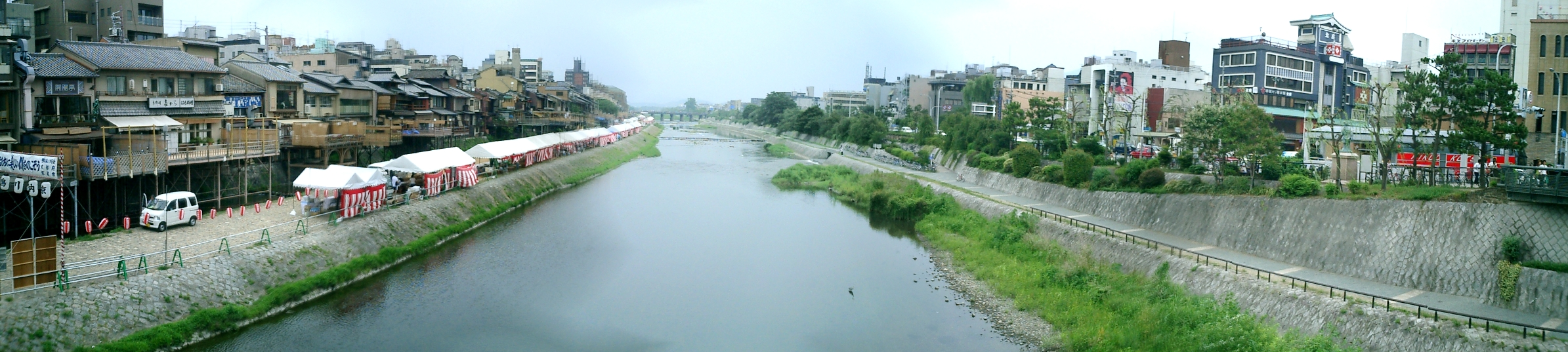
Vista del río Kamo atravesando la ciudad de Kioto.

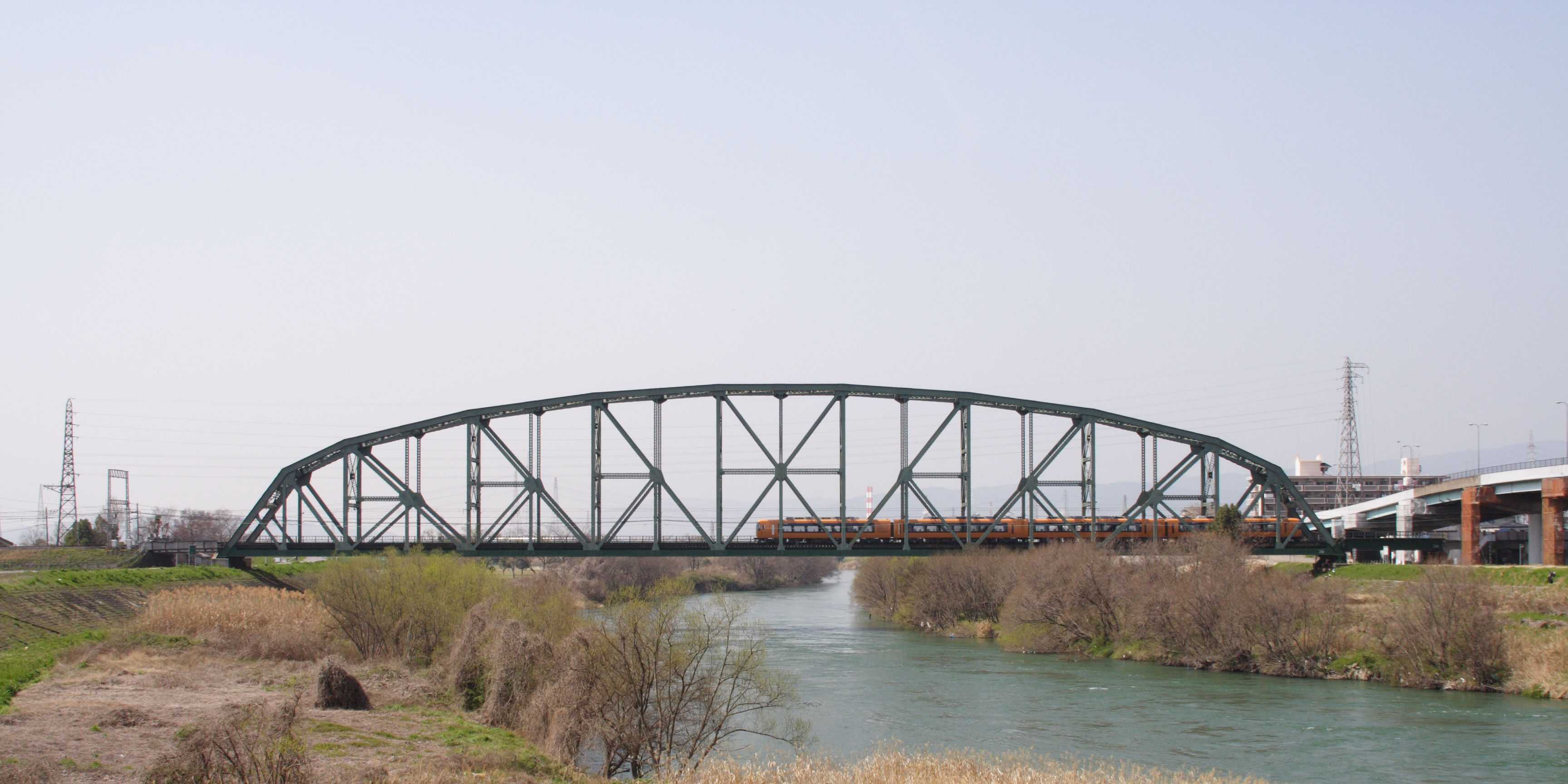
El río Yodo atravesando la ciudad de Kioto.

División política de la prefectura de Kioto:
Ciudad de Kioto (capital)
Ciudades de la prefectura
Pueblos y villas de la prefectura

La prefectura de Kioto abarca un área de 4.612,71 km², lo que representa un 1,2% del total del país. Kioto es la prefectura número 31 por extensión. Al norte limita con el mar de Japón y la prefectura de Fukui, al sur se encuentran las prefecturas de Osaka y Nara, al este están las de Mie y Shiga y al oeste la de Hyogo. La prefectura está dividida geológicamente por las montañas Tanba.
Entre los principales ríos que recorren la prefectura están el río Yodo y sus afluentes el río Katsura, el río Kizu, el río Kamo y el río Takano. Otro río importante es el río Yura.
En cuanto al clima, la parte norte (desde Ayabe hasta Fukuchiyama) está dentro de la zona climática del Mar de Japón, con nevadas prolongadas y fuertes; esta zona está dentro de la región yukiguni (país nevado) en Japón. La parte sur (desde Nantan hasta Kyōtanba) posee un clima continental debido a la confluencia climática del mar de Japón, el mar de Seto y el océano Pacífico, se encuentra fuera de la zona de yukiguni.

### Ciudades
- Ayabe
- Fukuchiyama
- Jōyō
- Kameoka
- Kioto (capital)
- Kizugawa
- Kyōtanabe
- Kyōtango
- Maizuru
- Miyazu
- Mukō
- Nagaokakyō
- Nantan
- Uji
- Yawata

### Pueblos y villas
Estos son los pueblos y villas de cada distrito:
- Distrito de Funai
  - Kyōtanba
- Distrito de Kuse
  - Kumiyama
- Distrito de Otokuni
  - Ōyamazaki
- Distrito de Sōraku
  - Kasagi
  - Minamiyamashiro
  - Seika
  - Wazuka
- Distrito de Tsuzuki
  - Ide
  - Ujitawara
- Distrito de Yosa
  - Ine
  - Yosano

## Economía
La ciudad de Kioto depende ampliamente del turismo. El norte de Kioto, en la península de Tango tiene pesca y en el interior de la prefectura hay agricultura y bosques. En la capital se encuentra la sede de Nintendo.

## Demografía
Distribución de la población en rangos de 5 años
Población al 1 de octubre de 2004
Total (en miles de habitantes)
| Edad          | Población |
| ------------- | --------- |
| 0 - 4 años    | 114       |
| 5 - 9         | 117       |
| 10 - 14       | 124       |
| 15 - 19       | 141       |
| 20 - 24       | 167       |
| 25 - 29       | 203       |
| 30 - 34       | 206       |
| 35 - 39       | 174       |
| 40 - 44       | 153       |
| 45 - 49       | 147       |
| 50 - 54       | 181       |
| 55 - 59       | 209       |
| 60 - 64       | 187       |
| 65 - 69       | 151       |
| 70 - 74       | 133       |
| 75 - 79       | 105       |
| 80 años y más | 130       |

Distribución de la población por sexo en rangos de 5 años
Población al 1 de octubre de 2004
Hombres y mujeres (en miles de habitantes)
| Hombres | Edad          | Mujeres |
| ------- | ------------- | ------- |
| 58      | 0 - 4 años    | 56      |
| 60      | 5 - 9         | 57      |
| 63      | 10 - 14       | 61      |
| 73      | 15 - 19       | 68      |
| 83      | 20 - 24       | 84      |
| 103     | 25 - 29       | 100     |
| 102     | 30 - 34       | 104     |
| 86      | 35 - 39       | 88      |
| 75      | 40 - 44       | 78      |
| 72      | 45 - 49       | 75      |
| 88      | 50 - 54       | 93      |
| 101     | 55 - 59       | 108     |
| 90      | 60 - 64       | 97      |
| 72      | 65 - 69       | 79      |
| 61      | 70 - 74       | 72      |
| 45      | 75 - 79       | 60      |
| 39      | 80 años y más | 91      |

Referencias：第10表/都道府県, 年齢（5歳階級）, 男女別人口－総人口（総務省統計局）

## Cultura
Kioto ha sido, y sigue siendo hasta hoy, el centro cultural de Japón. Por más de 1000 años fue capital de Japón. Cuando la capital fue cambiada a Tokio, Kioto permaneció siendo la capital cultural de Japón. Ver Cultura de Japón.

## Deportes
Los siguientes equipos de fútbol tiene asiento en la prefectura de Kioto:
- Kyoto Sanga F.C. (en la ciudad de Kioto)
- Ococias Kyoto AC (en la ciudad de Kioto)
- AS.Laranja Kyoto (en la ciudad de Kioto)
- Kyoto Shiko Soccer Club (en la ciudad de Kioto)

## Turismo
La ciudad de Kioto es uno de los puntos turísticos más populares en Japón, y muchas personas a lo largo y ancho la visitan. Junto con Nara, Kioto es un lugar favorito para el viaje de egresados de escuelas primarias y secundarias.
Algunos de los festivales que se celebran en Kioto son Aoi Matsuri de 544, Gion Matsuri de 869, Ine Matsuri de la era Edo, Daimonji Gozan Okuribi de 1662, y Jidai Matsuri de 1895. Cada santuario y el templo tiene algún tipo de evento, y muchos de ellos están abiertos al público.

## Símbolos de la prefectura

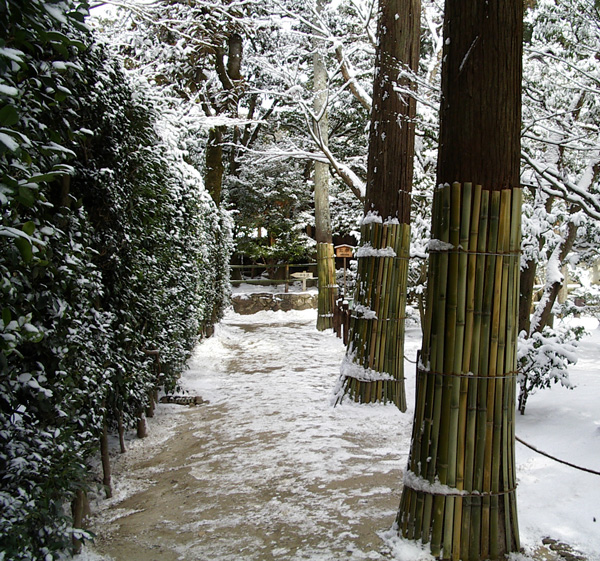
Árboles Sugi en el templo Ginkakuji en un día de nieve en Kioto. La base de los árboles están cubiertas de bamboo para protegerlos del frío invierno y la nieve.

La flor de la prefectura es la del cerezo. El árbol oficial es el Kitayama Sugi o cedro japonés, y la pardela rayada el ave que simboliza a la prefectura.

## Regiones hermanas
La prefectura de Kioto está hermanada con seis lugares:
- Provincia de Shaanxi en República Popular de China
- Región Especial de Yogyakarta en Indonesia
- El estado de Oklahoma en los Estados Unidos
- Óblast de Leningrado en Rusia
- Edimburgo en Escocia, Reino Unido
- Toscana en Italia